# Campeonato Carioca 1943
In 1943 werd het 38ste Campeonato Carioca gespeeld voor voetbalclubs uit de toen nog Braziliaanse hoofdstad Rio de Janeiro. De competitie werd gespeeld van 13 juni tot 10 oktober. Flamengo werd kampioen. 

## Eindstand
| Plaats | Club          | Wed. | W  | G | V  | Saldo | Ptn. |
| ------ | ------------- | ---- | -- | - | -- | ----- | ---- |
| 1.     | Flamengo      | 18   | 11 | 6 | 1  | 51:18 | 28   |
| 2.     | Fluminense    | 18   | 12 | 2 | 4  | 48:31 | 26   |
| 3.     | São Cristóvão | 18   | 12 | 1 | 5  | 59:43 | 25   |
| 4.     | Vasco da Gama | 18   | 11 | 2 | 5  | 64:38 | 24   |
| 5.     | America       | 18   | 9  | 2 | 7  | 55:40 | 20   |
| 6.     | Bangu         | 18   | 5  | 6 | 7  | 48:65 | 16   |
| 7.     | Botafogo      | 18   | 6  | 2 | 10 | 40:51 | 14   |
| 7.     | Madureira     | 18   | 4  | 6 | 8  | 34:45 | 14   |
| 9.     | Canto do Rio  | 18   | 5  | 1 | 12 | 36:52 | 11   |
| 10.    | Bonsucesso    | 18   | 0  | 2 | 16 | 24:76 | 2    |

|  | Kampioen |

### Kampioen
| Campeonato Carioca de 1943   |
| Rio de Janeiro               |
| ---------------------------- |
| FLAMENGO Kampioen (9° titel) |

## Topschutters
| Speler            | Speler         | Goals | Club          |
| ----------------- | -------------- | ----- | ------------- |
| Vlag van Brazilië | João Pinto     | 26    | São Cristóvão |
| Vlag van Brazilië | Ademir Menezes | 22    | Vasco da Gama |
| Vlag van Brazilië | Perácio        | 14    | Flamengo      |
| Vlag van Brazilië | Russo          | 14    | Fluminense    |